# Masafumi Terada
Masafumi Terada (født 10. januar 1994) er en japansk fodboldspiller.
Han har spillet for flere forskellige klubber i sin karriere, herunder Kagoshima United FC.